# Вайнет, Джарон
Джарон Вайнет (англ. Jaron Vinet; 16 декабря 1997, Гибралтар) — гибралтарский футболист, полузащитник клуба «Европа» и сборной Гибралтара.

## Биография

### Клубная карьера
Воспитанник клуба «Линкольн Ред Импс», однако за основной состав команды не играл. Профессиональную карьеру начал в 2017 году, выступая в аренде за «Европа Поинт», где за полгода сыграл 12 матчей в чемпионате Гибралтара. Сезон 2017/18 также провёл в аренде в «Гибралтар Феникс», но за сезон сыграл лишь 4 игры. После ухода из «Линкольна», выступал за команды «Монс Кальп» и «Бруно’с Мэгпайс». Летом 2021 года подписал контракт с клубом «Европа».

### Карьера в сборной
В составе молодёжной сборной Гибралтара принимал активное участие в отборочном турнире чемпионата Европы 2019, сыграв 9 матчей.
В основную сборную Гибралтара впервые был вызван осенью 2020 года и присутствовал в заявке на нескольких матчах Лиги наций УЕФА, однако на поле не вышел.